# Paul Bishop
Paul Bishop (ur. 23 września 1964 w Gladstone) – australijski aktor telewizyjny, filmowy i teatralny.

## Kariera
Ukończył Akademię Sztuk Pięknych na Queensland University of Technology w Brisbane.
Od 1986 roku gra w sztukach teatralnych na scenach: Queensland Theatre Company, Melbourne Theatre Company, Sydney Theatre Company.
Jego pierwszą rolą był mały epizod w serialu House Gang. Na dużym ekranie debiutował w 1997 roku w filmie Rajska droga, zagrał u boku Glenn Close oraz Cate Blanchett.
W 2000 roku Bishop zagrał rolę w thrillerze W jej skórze opowiadającym dramatyczną historię Caroline Reid. W rolach głównych wystąpili: Guy Pearce oraz Sam Neill.
Wystąpił w wielu popularnych na całym świecie serialach, m.in.: Policjanci z Mt. Thomas, Tropem zbrodni, G.P.

## Wybrana filmografia

### Filmy
- 1997: Rajska droga (Paradise Road) jako Dennis
- 1998: Never Tell Me Never jako Scott
- 2006: 48 Shades jako Pan Wilkes
- 2009: W jej skórze (In Her Skin) jako doktor
- 2010: Sisters of War jako Geoff Lamperie

### Seriale
- 1996: House Gang jako Duane Bradley
- 1996: G.P. jako Al Tynan
- 1997: Tropem zbrodni (Murder Call) jako Mike Olsen
- 2004: Policjanci z Mt. Thomas (Blue Heelers) jako Benjamin Stewart
- 2005: MDA jako Dr Tim Whitney
- 2006: H2O: Wystarczy kropla (H2O: Just Add Water) jako Mitch
- 2013: Reef Doctors jako Matthew Stunton